# الفتح العثماني لتونس 1574
الفتح العثماني لتونس هو المعركة البحرية العثمانية التي وقعت في عام 1574م وتم من خلالها إعادة الإستيلاء على تونس بعد أن احتلتها إسبانيا، مستغلة انشغال العثمانيين بآثار هزيمة معركة ليبانت، وبهذا أصدر السلطان سليم الثاني أوامره إلى وزيره سنان باشا وقبودانه «علج علي باشا» بالتوجه إلى تونس لاستعادتها وفتحها نهائيا، فبقيت تونس بعد هذه المعركة عثمانية إلى أن احتلتها فرنسا في سنة 1881م.

## خلفية تاريخية

### الفتح العثماني 1533
دعا الخليفة سليمان البحار خير الدين بربروس وأمره بالاستعداد لفتح تونس وتحريرها من ملكها الحفصي، الذي اشتهر بميله إلى شارلكان الملك النصراني شديد العداوة للإسلام، فأعد خير الدين العدة وبنى أسطولاً كبيرًا لهذا الغرض، وسار من مضيق الدردنيل قاصدًا تونس، وفي طريقه أغار على مالطة وجنوبي إيطاليا للتمويه، ولكي لا يعرف مقصده الأساسي ثم وصل تونس، وبمنتهى السهولة سيطر عليها وعزل السلطان حسن الحفصي، وعين بربروس أخاه الحسن بن محمد على تونس  وأعلن ضم تونس للأملاك العثمانية في وقت بدت فيه سيادة العثمانيين في الحوض الغربي للبحر المُتوسط.

### الغزو الإسباني 1535
كانت الأمور ملائمة بالنسبة لأسبانيا وذلك للقيام برد عنيف فقد انشغلت الدولة العثمانية بالحرب مع بلاد فارس،حيث قاد شارل الخامس عملية بحرية شاقة تكونت من ثلاثين ألف مقاتل أسباني وهولندي وألماني ونابولي وصقلي، على ظهر خمسمائة سفينة، وركب الإمبراطور البحر من ميناء برشلونة وعندما رست سفنه أمام تونس قامت المعارك العنيفة بين الطرفين ، الأمر الذي أعاد السيطرة الأسبانية على تونس في 942هـ / 1535م إذ لم تكن قوة خير الدين بكافية للرد على ذلك الهجوم، فكان تعداد جيشه سبعة آلاف جندي عثماني وصلوا مع خير الدين ونحو خمسة آلاف تونسي، كما تخلف الأعراب عن الجهاد فكانت النتيجة الحتمية أن استولى شارلكان على معقل حلق الوادي مرسى تونس، ونصب الأسبان الحسن بن محمد حاكماً عليها، وعملاً بمنطوق المعاهدة كان الحسن بن محمد سيسلم بونه والمهدية إلى شارلكان، فاستولى على بونة، وبما أن المهدية[ ؟ ] كانت في حوزة العثمانيين، فإن الحسن لم يستطع الوفاء بعهد فاشترط الأسبان عليه أن يكون حليفاً ومساعداً لفرسان القديس يوحنا بطرابلس، وأن يقوم بمعاداة العثمانيين وأن يتحمل نفقات ألفي أسباني على الأقل يتركون كحامية في قلعة حلق الواد، وعاد شارل الخامس إلى أسبانية، واستقبل استقبال الغزاة الفاتحين في الوقت الذي كان في السلطان يحارب فيه الدولة الصفوية في بلاد فارس.

### الإحتلال الإسباني 1573
لجأ السلطان الحفصي أبي العباس الثاني إلى فليب الثاني فتشجع لاحتلال تونس وخرج على رأس أسطول مكون من 138 سفينة تحمل 25 ألف مقاتل ونزل بقلعة حلق الوادي التي كانت تحتلها إسبانيا واحتل تونس بسهولة وانسحب الحاكم العثماني إلى القيروان، وبذلك سيطرت إسبانيا على تونس.

## بداية الأحداث

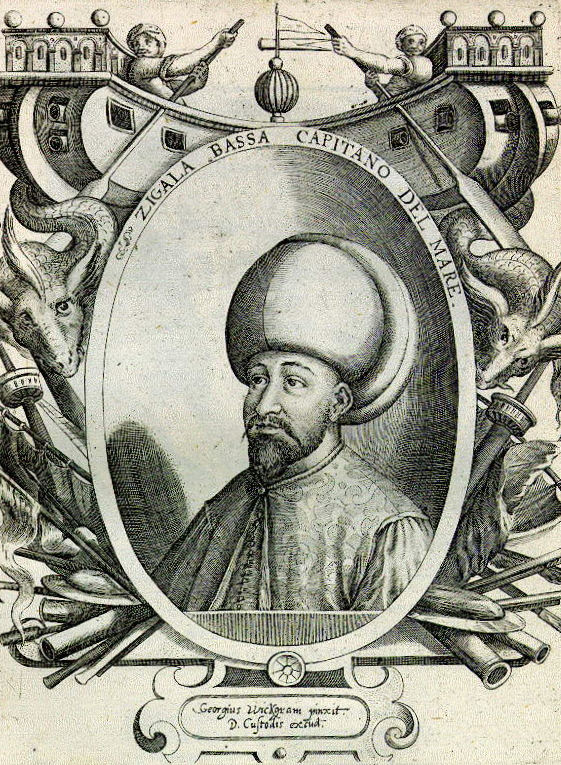
سنان باشا ،مسلم قاد الفتح العثماني لتونس

أصدر السلطان سليم الثاني أوامره إلى وزيره سنان باشا وقبودانه قلج علي بالاستعداد للتوجه إلى تونس، لفتحها نهائياً، وإعادة نفوذ الدولة العثمانية إليها، كما صدرت نفس الأوامر والتوجيهات لبقية الأقاليم بتحضير الجنود والذخيرة، والمؤن والجنود مع مائتين وثلاث وثمانين سفينة مختلفة الأحجام، كما أكد على المكلفين بالخدمة في الأناضولي والروم يلي بالاشتراك في السفر بحراً، كما أحضر المجدفين اللازمين للأسطول، وأنذر من لا يحضر من المجدفين بالفصل من مناصبهم على أن لا يسند إليهم في المستقبل أي عمل، وبينما كان الأسطول يتأهب، أخذ حيدر باشا الحاكم العثماني في تونس والذي انسحب للقيروان في حشد المجاهدين من الأهالي الذين التفوا حوله.

## إنطلاق الأسطول العثماني
أبحر الأسطول العثماني بقيادة سنان باشا وقلج علي في 23 محرم 982هـ / 14 مايو 1574م، فخرج من المضائق ونشر أشرعته في البحر الأبيض، فقاموا بضرب ساحل كالابريا، مسينا، واستطاع العثمانيون أن يستولوا على سفينة مسيحية ومن هناك قطعوا عرض البحر في خمسة أيام. في هذا الوقت وصل الحاكم العثماني في تونس حيدر باشا، كما وصلت قوة من الجزائريين بقيادة رمضان باشا، وقوة طرابلس بقيادة مصطفى باشا، كما وصل متطوعون من مصر.

## بداية القتال والمعركة
بدأ القتال في ربيع سنة 981هـ/ 1574م، ونجح العثمانيون في الاستيلاء على حلق الواد، بعد أن حوصروا حصاراً محكماً وقامت قوات أخرى بمحاصرة مدينة تونس، ففر الأسبان الموجودون فيها ومعهم الملك الحفصي محمد بن الحسن إلى البستيون التي بالغ الأسبان في تحصينها وجعلوه من أمنع الحصون في الشمال الأفريقي.

### حصار البستيون والفتح
توجه العثمانيون بعد تجمع قواتهم إلى حصار البستيون، وضيق العثمانيون الخناق على أهلها من كل ناحية، وشدد سنان باشا في حصاره على البستيون حتى استطاع فتحه.

## آثار المعركة
لجأ الحفصيون إلى صقلية حيث ظلوا يوالون الدسائس والمؤامرات والتضرعات لملوك إسبانيا سعياً لاسترداد ملكهم، واتخذهم الأسبان آلات طيعة تخدم بها مآربهم السياسية حسبما تمليه الظروف عليهم وقضى سقوط تونس على الآمال الاسبانية في أفريقيا وضعفت سيطرتها تدريجياً حتى اقتصرت على بعض الموانئ مثل مليلة ووهران والمرسى الكبير.